# イサベル・アジェンデ
イサベル・アジェンデ・ジョーナ（Isabel Allende Llona、1942年8月2日 - )は、チリの小説家である。バスク系チリ人。

## 人物概要
外交官だった父の赴任先であるペルーのリマで生まれた。父のいとこに、後のチリ大統領サルバドール・アジェンデがいる。彼女がごく幼い頃、父は妻子を捨てて行方をくらましたため、彼女は母とともにチリに帰国した。後に、母は別の外交官と再婚し、その赴任に従ってラパス（ボリビア）、レバノンなどで暮らした。このような生い立ちのため、彼女は実父の一族とは没交渉であったが、サルバドールだけは例外で、親しく付き合っていたという。
1959年から1965年までFAO（国連食糧農業機関）での勤務の後、雑誌記者となった。最初に働いた雑誌は、娘（後述）と同じ名前の『パウラ』という女性誌だった。1970年、サルバドールが大統領に当選したが、1973年9月11日、アウグスト・ピノチェトによるクーデターの時、迫害はサルバドールの親族である彼女にも及んだ為、ベネズエラに亡命した。この地で、祖父母から始まる自分の一族の半生をモチーフにして脚色を施した処女作『精霊たちの家』（原題『La casa de los espíritus』）を1982年に発表、以後次々と作品を発表している。
最初の夫ミゲル・フリアスとの間に1男1女があったが後に離婚し、米国人のウィリー・ゴードンと再婚して米国カリフォルニア州に移り住んだ。娘のパウラは、1992年、28歳でポルフィリン症のため1年の昏睡状態の後死去した。「娘が意識を回復した時、途方に暮れないように」と、彼女に語りかけるように書き留めた自分と一族の半生の記録に、看病の体験を織り交ぜた作品が『パウラ、水泡なすもろき命』（原題『Paula』）である。作者自らが「自分の最高傑作」と称しているが、娘を失った痛手から、その後約3年ほど文筆生活を中断している。その後、執筆を再開し、現在ではラテンアメリカでもっとも人気のある小説家の一人である。
なお、サルバドール・アジェンデの娘の一人（イサベルのはとこ）も、イサベル・アジェンデ(Isabel Allende Bussi)という名を持ち、父と同じ社会党所属の国会議員である。

## 主な作品
- La casa de los espíritus 『精霊たちの家』
  - 木村榮一訳、国書刊行会 1989年、新版1994年／河出文庫（上下） 2017年

1993年に『愛と精霊の家（原題：The House of The Spirits）』として映画化。ビレ・アウグスト監督、ジェレミー・アイアンズ 、メリル・ストリープ主演。
- La gorda de porcelana （太い磁器）
- De amor y de sombra （愛と影から）
1994年に『愛の奴隷（原題：Of Love and Shadows）』として映画化。ベティ・カプラン監督、アントニオ・バンデラス 、ジェニファー・コネリー主演。
- Eva Luna 『エバ・ルーナ』
  - 木村榮一・新谷美紀子訳、国書刊行会 1994年／白水Uブックス 2022年9月
- Cuentos de Eva Luna 『エバ・ルーナのお話』
  - 木村榮一・窪田典子訳、国書刊行会 文学の冒険、1995年／白水Uブックス 2022年10月 - 短編集
- El plan infinito （無限計画）
- Paula 『パウラ、水泡なすもろき命』管啓次郎訳、国書刊行会 2002年
- Afrodita （アフロディータ）
- Hija de la fortuna 『天使の運命』木村裕美訳、PHP研究所（上下） 2004年
- Retrato en sepia （セピア色の肖像）
- La ciudad de las bestias 『神と野獣の都』宮崎寿子訳、扶桑社海外文庫 2005年
- Mi país inventado （でっち上げられた我が国）
- El Reino del Dragón de Oro （黄金の竜の王）
- El Bosque de los Pigmeos （こびとたちの森）
- El Zorro 『ゾロ：伝説の始まり』中川紀子訳、扶桑社海外文庫（上下）2008年
- Inés del alma mía （我が魂のイネス）
- El amante japonés 『日本人の恋びと』木村裕美訳、河出書房新社 2018年